# ألان تشانغ
ألان تشانغ (بالإنجليزية: Alan Chang)‏ هو عازف جاز وكاتب أغاني وعازف بيانو أمريكي، ولد في 4 ديسمبر 1979 في سان خوسيه في الولايات المتحدة.

## وصلات خارجية
- ألان تشانغ على موقع IMDb (الإنجليزية)
- ألان تشانغ على موقع ميوزك برينز (الإنجليزية)
- ألان تشانغ على موقع ديسكوغز (الإنجليزية)